# Highlights: The Very Best of Yes
Highlights - The Very Best of Yes è una raccolta del gruppo rock progressivo Yes uscita nel 1993

## Tracce
1. Survival - (Jon Anderson) 6:18
2. Time and a Word - (Jon Anderson/David Foster) 4:31
3. Starship Trooper 9:26
  1. Life Seeker - (Jon Anderson)
  2. Disillusion - (Chris Squire)
  3. Wurm - (Steve Howe)
4. I've Seen All Good People 6:53
  1. Your Move - (Jon Anderson)
  2. All Good People - (Chris Squire)
5. Roundabout - (Jon Anderson/Steve Howe) 8:31
6. Long Distance Runaround   (Jon Anderson) 3:33
7. Soon (single edit) - (Jon Anderson) 4:06
8. Wonderous Stories - (Jon Anderson) 3:45
9. Going For The One - (Jon Anderson) 5:32
10. Owner Of A Lonely Heart - (Trevor Rabin/Jon Anderson/Chris Squire/Trevor Horn) 4:27
11. Leave It - (Chris Squire/Trevor Rabin/Trevor Horn) 4:10
12. Rhythm Of Love 4:46

## Formazione
- Jon Anderson - voce
- Chris Squire - basso elettrico
- Patrick Moraz - tastiere
- Tony Kaye - tastiere
- Rick Wakeman - tastiere
- Alan White - batteria
- Bill Bruford - batteria
- Peter Banks - chitarra
- Trevor Rabin - chitarra
- Steve Howe - chitarra